# Lophoptera metaphaea
Lophoptera metaphaea är en fjärilsart som beskrevs av Walker 1864. Lophoptera metaphaea ingår i släktet Lophoptera och familjen nattflyn. Inga underarter finns listade i Catalogue of Life.